# Wenji (köpinghuvudort i Kina, Hubei Sheng, lat 31,16, long 112,53)
Wenji (kinesiska: 文集镇) är en köpinghuvudort i Kina. Den ligger i provinsen Hubei, i den centrala delen av landet, omkring 180 kilometer väster om provinshuvudstaden Wuhan. Antalet invånare är 40 286. Befolkningen består av 19 981 kvinnor och 20 305 män. Barn under 15 år utgör 12,0 %, vuxna 15-64 år 76 %, och äldre över 65 år 11,0 %.
Runt Wenji är det ganska tätbefolkat, med 230 invånare per kvadratkilometer. Närmaste större samhälle är Zhongxiang, 5,2 km öster om Wenji. Trakten runt Wenji består till största delen av jordbruksmark.
Genomsnittlig årsnederbörd är 1 100 millimeter. Den regnigaste månaden är augusti, med i genomsnitt 175 mm nederbörd, och den torraste är december, med 15 mm nederbörd.